# 藏本-西瓦申斯基方程

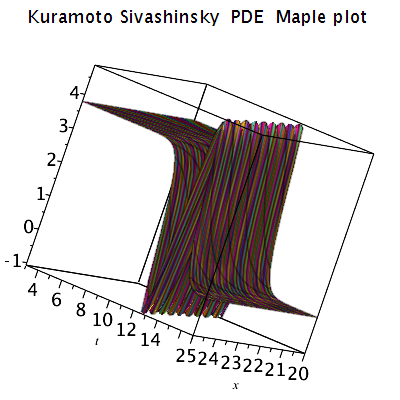
Kuramoto-Sivashinsky 偏微分方程 Maple 3d 图

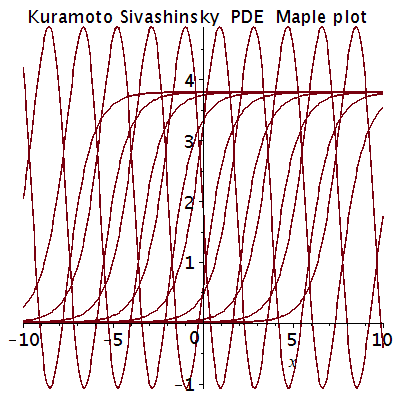
Kuramoto-Sivashinsky 偏微分方程 Maple 图

Kuramoto Sivashinsky 偏微分方程 Maple 动画

Kuramoto-Sivashinsky 方程是一个非线性常微分方程：
{\displaystyle {\frac {\partial u}{\partial t}}=-u*{\frac {\partial u}{\partial x}}-\alpha *{\frac {\partial ^{2}u}{\partial x^{2}}}-\beta *{\frac {\partial ^{3}u}{\partial x^{3}}}-\gamma *{\frac {\partial ^{4}u}{\partial x^{4}}}}
此方程的解析解为
{\displaystyle u(x,t)={\frac {15*k}{19}}*(11*H^{3}-9*H+2)}
其中
{\displaystyle H=tanh({\frac {1}{2}}*k*x-{\frac {15}{19}}*k^{2}*t)}

## 阿多米安近似解
利用阿多米安分解法可求得Kuramoto-Sivashinsky方程的柯西问题近似解。
初始条件 u(0)=sin(x);
pa := (-.2441*sin(6.*x)+0.1693e-1*sin(4.*x)-0.5787e-4*sin(2.*x)-.5382*sin(10.*x)+.7224*sin(8.*x))*t^9+(.1514*sin(5.*x)+0.1356e-5*sin(x)+.4634*sin(9.*x)-.5585*sin(7.*x)-0.5933e-2*sin(3.*x))*t^8+(-0.8889e-1*sin(4.*x)-.4063*sin(8.*x)+0.1389e-2*sin(2.*x)+.4339*sin(6.*x))*t^7+(.3647*sin(7.*x)-.3391*sin(5.*x)-0.1085e-3*sin(x)+0.4746e-1*sin(3.*x))*t^6+(-.3375*sin(6.*x)-0.2083e-1*sin(2.*x)+.2667*sin(4.*x))*t^5+(-.2109*sin(3.*x)+0.5208e-2*sin(x)+.3255*sin(5.*x))*t^4+(-.3333*sin(4.*x)+.1667*sin(2.*x))*t^3+(-.1250*sin(x)+.3750*sin(3.*x))*t^2-.5000*t*sin(2.*x)+sin(x)